# Torre del Marenyet
La torre del Marenyet és una torre circular d'uns 20 metres d'alçada, erigida al marge dret del Xúquer, prop de la seva desembocadura. Va ser dissenyada per Juan Bautista Antonelli, al segle xvi regnant Felip II.
Les costes valencianes rebien en aquella època visites freqüents per part dels pirates turcs; per tant, era necessària una torre que servira de punt de vigilància i defensa davant dels atacs. Formava part d'un sistema defensiu d'uns 15 km, que enllaçaven les costes del Regne de València. La gran destrucció que Cullera va patir el mes de maig del 1550, per part del pirata Turgut Reis, va fer palesa la necessitat de reforçar la vigilància i la defensa del poble.
L'any 1577, en temps del virrei de València Vespasiano Gonzaga, s'hi va construir la torre del Marenyet, segons ens diu la inscripció que es pot llegir dalt de la seva porta:
| « | “ Regnat del sempre vencedor D. Felip Segon, sen el seu lloctinent el Capità General d'aquest Regne de València, Vespasiano Gonzaga Colona, Príncep de Sabioneda, Duc de Traieto, Marqués de Hartiano, Comte de Fundi, any MDLXXVIII” | » |

La construcció de maçoneria tosca, fa uns 10 metres de diàmetre i 20 d'alçària total. Conté els elements de la resta d'edificacions defensives de l'època, porta d'accés petita, espitlleres com a únics finestrals oberts al mur i ubicats a gran alçària, amb dues plantes comunicades interiorment per una estreta escala i rematada per un terrat amb barana en forma de merlet, el qual servia per a la vigilància i per avisar en forma de coloms missatgers de dia o encenent foc de nit, de l'aparició de naus barbaresques. A més a més hi tenia quatre “guardes de mar”, dos a peu i dos a cavall, que podien avisar ràpidament de qualsevol incidència.
En l'actualitat, la torre es troba a uns 500 m de les esculleres del riu Xúquer, pel canvi de curs que va sofrir el riu després de la riuada de 1864, anomenada com la riuà grossa.
Des de fa uns anys, es pot visitar la torre i veure-hi el petit museu representat.